# Parlamentswahl in Kroatien 1995
- SDP: 10
- HSLS: 12
- HSS+b: 19
- Minderheiten: 7
- HDZ: 75
- HSP: 4

Die Parlamentswahl in Kroatien 1995 fand am 29. Oktober 1995 statt und war die dritte Wahl zum Sabor. Die Hrvatska demokratska zajednica (HDZ) gewann die Wahl deutlich und erlangte eine absolute Mehrheit. Premierminister wurde Zlatko Mateša.

## Ergebnis
Bei der Wahl kam ein Grabenwahlsystem zur Anwendung. 80 Sitze wurden proportional über eine landesweite Listenwahl verteilt, wobei eine Fünfprozenthürde bestand. 12 weitere Mandate wurden von den Auslandskroaten bestimmt. Daneben gab es 28 Wahlkreise, in denen jeweils ein Direktmandat bestimmt wurde. Zuletzt wurden von den nationalen Minderheiten noch insgesamt 7 Vertreter gewählt.
| Listen            | Listen | Stimmen (Inland) | Stimmen (Inland) | Stimmen (Inland) | Stimmen (Ausland) | Stimmen (Ausland) | Stimmen (Ausland) | Direkt- mandate | Mandate Gesamt |
| Listen            | Listen | Stimmen          | %                | Mandate          | Stimmen           | %                 | Mandate           | Direkt- mandate | Mandate Gesamt |
| ----------------- | --- | ---------------- | ---------------- | ---------------- | ----------------- | ----------------- | ----------------- | --------------- | -------------- |
|                   | Hrvatska demokratska zajednica (HDZ) | 1.093.403        | 45,2             | 42               | 97.012            | 90,0              | 12                | 21              | 75             |
|                   | Kroatische Bauernpartei (HSS) Istrische Demokratische Versammlung (IDS) Hrvatska narodna stranka (HNS) Hrvatska kršćanska demokratska unija (HKDU) Slavonsko-baranjska hrvatska stranka (SBHS) | 441.390          | 18,3             | 16               |                   |                   |                   | 3 a             | 19             |
|                   | Kroatische Sozial-Liberale Partei (HSLS) | 279.245          | 11,6             | 10               | 2 b               | 12                |                   |                 |                |
|                   | Socijaldemokratska partija Hrvatske (SDP) | 215.839          | 8,9              | 8                | 2 c               | 10                |                   |                 |                |
|                   | Hrvatska stranka prava (HSP) | 121.095          | 5,0              | 4                | 3.888             | 3,6               | –                 | –               | 4              |
|                   | Sojialno-demokratska unija Hrvatske (SDU) | 78.282           | 3,2              | –                |                   |                   |                   | –               | –              |
|                   | Hrvatski nezavisni demokrati (HND) | 72.612           | 3,0              | –                | –                 | –                 |                   |                 |                |
|                   | Akcija socijaldemokrata Hrvatske (ASH) | 40.348           | 1,7              | –                | 1.188             | 1,1               | –                 | –               | –              |
|                   | Hrvatska stranka prava – 1861 (HSP-1861) | 31.530           | 1,3              | –                | 1.562             | 1,4               | –                 | –               | –              |
|                   | Hrvatska kršćanska demokratska stranka (HKDS) | 16.986           | 0,7              | –                | 648               | 0,6               | –                 | –               | –              |
|                   | Hrvatska stranka naravnog zakona (HSNZ) | 7.835            | 0,3              | –                |                   |                   |                   | –               | –              |
|                   | Hrvatska konzervativna stranka (HKS) | 6.858            | 0,3              | –                |                   | –                 |                   |                 |                |
|                   | Nezavisni stranka prava (NSP) | 6.608            | 0,3              | –                | –                 | –                 |                   |                 |                |
|                   | Domovinska gradanska stranka (DGS) | 5.343            | 0,2              | –                | 218               | 0,2               | –                 |                 | –              |
|                   | Zajednica domovine i dijaspore (ZDD) |                  |                  |                  | 3.256             | 3,0               | –                 | –               |                |
|                   | Nationale Minderheiten |                  |                  |                  | 7                 |                   |                   |                 |                |
| Gesamt            | Gesamt | 2.417.374        | 100              | 80               | 107.772           | 100               | 12                | 28              | 127            |
|                   | |                  |                  |                  |                   |                   |                   |                 |                |
| Ungültige Stimmen | Ungültige Stimmen | 82.666           | 3,3              |                  | 1.617             | 1,5               |                   |                 |                |
| Wähler            | Wähler | 2.500.040        | 68,8             |                  | 109.389           | 27,4              |                   |                 |                |
| Wahlberechtigte   | Wahlberechtigte | 3.634.233        |                  |                  | 398.839           |                   |                   |                 |                |
|                   | |                  |                  |                  |                   |                   |                   |                 |                |
| Quelle: izbori.hr | |                  |                  |                  |                   |                   |                   |                 |                |